# Bradina rectiferalis
Bradina rectiferalis là một loài bướm đêm trong họ Crambidae.